# Островщина (Харьковская область)
Островщина (укр. Острівщина), село,
Островщинский сельский совет,
Близнюковский район,
Харьковская область, Украина.
Код КОАТУУ — 6320684801. Население по переписи 2001 г. составляет 328 (152/176 м/ж) человек.
Является административным центром Островщинского сельского совета, в который, кроме того, входят сёла
Валерьяновка,
Дунино и
Серафимовка.

## Географическое положение
Село Островщина находится в 6-и км от пгт Близнюки, примыкает к селу Дунино, на территории села несколько крупных запруд.
На расстоянии ~5-и км расположены железнодорожные станции Платформа 950 км и Бурбулатовская.

## История
- 1922 — дата основания.

В 1946 г. Указом ПВС УССР село Мариенполь переименовано в Островщину.

## Экономика
- В селе есть несколько молочно-товарных и птице-товарная фермы, машинно-тракторные мастерские.

## Культура
- Школа.

## Достопримечательности
- Братская могила советских воинов и памятный знак воинам-односельчанам. Похоронено 52 воина.